# Knud Sehested

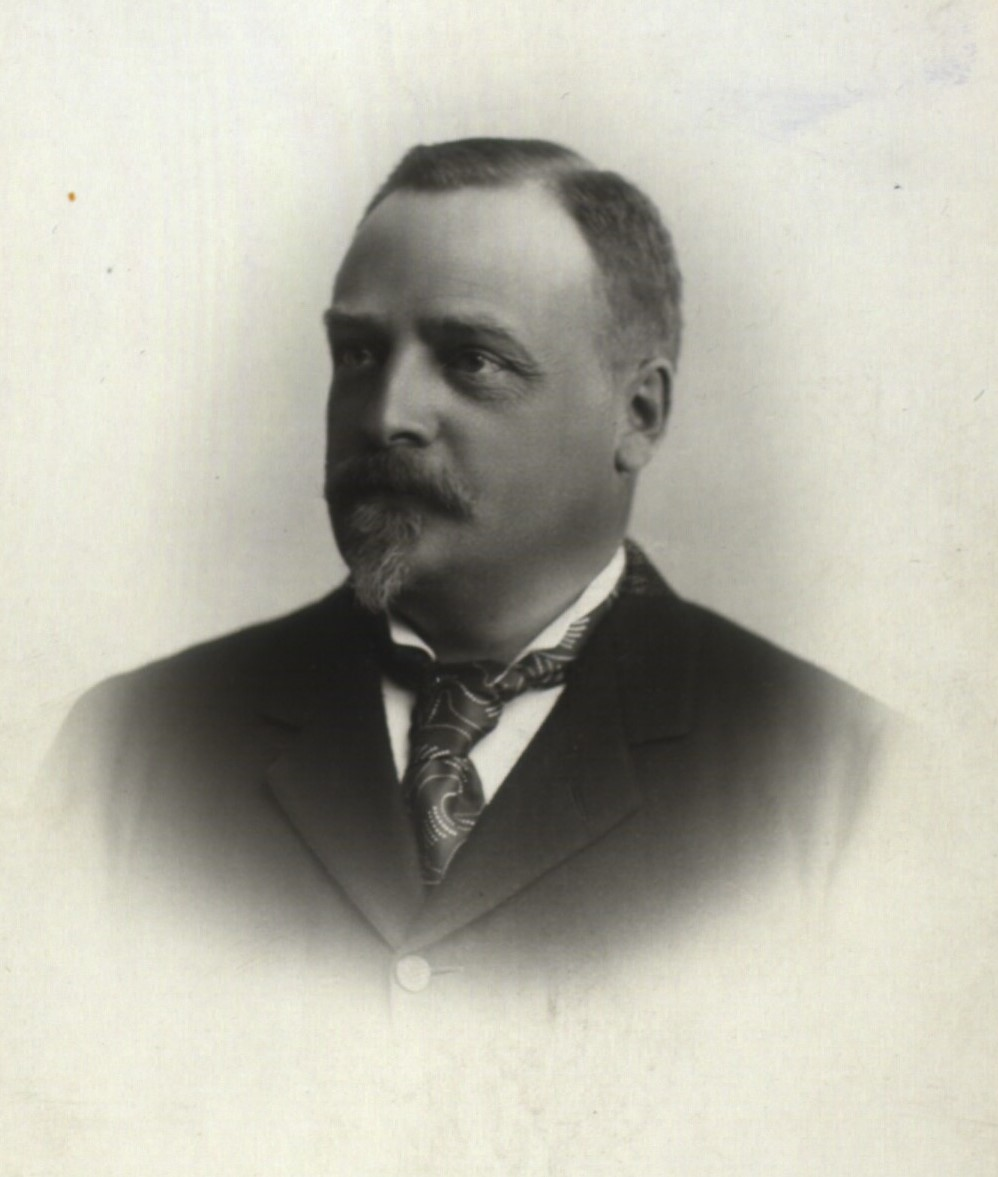
Knud Sehested

Knud Sehested (* 4. Dezember 1850 auf Gut Broholm bei Gudme; † 28. August 1908 auf Addithus bei Brædstrup) war ein dänischer Politiker.
Der Sohn des Archäologen Niels Frederik Bernhard Sehested besuchte das Internat Herlufsholm und studierte dann Jura. 1876 trat er in das Innenministerium ein, zunächst als Volontär, 1878 als Assistent, 1893 als Kontorchef und 1894 als Leiter der Landwirtschaftsabteilung. 1896 übernahm er die Leitung des unter Premierminister Tage Reedtz-Thott neu geschaffenen Landwirtschaftsministeriums und wurde somit der erste Landwirtschaftsminister Dänemarks. In seiner einjährigen Amtszeit gelang es ihm, wichtige Gesetze zur Landaufteilung, zum Export und Handel landwirtschaftlicher Güter durchzusetzen.
Mit dem Amtsantritt von Hugo Egmont Hørring schied er aus dem Landwirtschaftsministerium aus. Im Folgejahr wurde er jedoch Präsident der Landhusholdningsselskab und hatte als solcher weiterhin bedeutenden Einfluss auf die Entwicklung der dänischen Landwirtschaft. 1905 nahm er als Vertreter Dänemarks an der Gründung des Internationalen Landwirtschaftsinstituts in Rom teil. 1906 übernahm er die Leitung des dänischen Landwirtschaftsmuseums.
Sehesteds Bruder Hannibal war ebenfalls Politiker und von 1900 bis 1901 dänischer Ministerpräsident, seine Schwester Thyra Historikerin und seine Schwester Hilda Pianistin und Komponistin.